# کارمن روسو
کارملا کارولینا فرناندا «کارمن» روسو (ایتالیایی: Carmela Carolina Fernanda "Carmen" Russo؛ زادهٔ ۳ اکتبر ۱۹۵۹) شوگرل، مجری تلویزیونی، بازیگر، مدل، خواننده و مربی رقص اهل ایتالیا است. وی از سال ۱۹۷۵ میلادی تاکنون مشغول فعالیت بوده‌است.
روسو کار خود را به عنوان مدل در اواسط دهه ۱۹۷۰ با شرکت در چندین مسابقهٔ زیبایی در ایتالیا آغاز کرد. او ابتدا به خاطر نقش‌هایش در فیلم‌های ژانر کمدی سکسی سبک ایتالیایی مانند همسرم دوباره به دبیرستان می‌رود، جووانی، خوش‌تیپ و احتمالاً ثروتمند و پائولو روبرتو کوتکینو مهاجم میانی موفق مورد توجه عموم قرار گرفت.
او متعاقباً در دهه ۱۹۸۰ با برنامه‌های رنگارنگ تلویزیونی همچون درایو این، بسیار خنده‌دار و گراند هتل جایگاه خود را به عنوان یک ستاره تلویزیونی تثبیت کرد. در سال‌های ۲۰۰۳ و ۲۰۰۶، او همچنین در نسخه‌های ایتالیایی و اسپانیایی تلویزیون واقع‌نما سلبریتی سوروایور شرکت کرد. او در نسخه اسپانیایی آن تحت عنوان بازماندگان: گم‌شدگان در کارائیب (۲۰۰۶) برنده نهایی شد. در سال ۲۰۱۷، او همچنین در قسمت دوم گرانده فراتلو که نسخه ایتالیایی سلبریتی بیگ برادر است، شرکت کرد. او همچنین سه آلبوم استودیویی ناموفق به نام‌های ستارگان در دونا، آهنگ‌های «درایو این…» و یک شب ایتالیایی  منتشر کرد و همچنین بارها در دههٔ ۱۹۸۰ میلادی مدل مجلهٔ پلی‌مِـن بود.

## اوایل زندگی
روسو در ۳ اکتبر ۱۹۵۹ در شهر جنوآ به‌دنیا آمد. پدرش، جووانی روسو، یک افسر پلیس سیسیلی بود و مادرش، امیلیان جوزپینا گراردینی، به عنوان صندوقدار در «سینما المپیا» کار می‌کرد. پس از نقل مکان والدینش به پاوولو نل فرینیانو، شهری در استان مودنا و بعد به امیلیا-رومانیا، در سال ۱۹۶۹ خانواده او به جنوا بازگشتند و او به یک آکادمی رقص پیوست. در سال ۱۹۷۳، او مدرسه راهنمایی را به پایان رساند و والدینش او را در «مؤسسه فنی گردشگری» در جنوا فرستادند تا تمام تمرکز او بر روی رقص نباشد. او البته با جدیت و پشتکار تمام در کلاس‌های درس رقص واندا ناردی، مهم‌ترین مدرسه رقص آن زمان در جنوا، شرکت کرد و همچنین به عنوان مدل شروع به کار کرد و عکسش در یک پوستر تبلیغاتی برای فروشگاه بزرگ کوین استور چاپ شد.

## حرفه

### ۱۹۷۵–۱۹۷۴: مسابقات زیبایی و نمایش‌های شبانه
روسو در سال ۱۹۷۴، در سن ۱۳ سالگی، برنده اولین مسابقهٔ زیبایی مهم خود، «دوشیزهٔ لیگوریا» شد. یک سال پیش، روسو همچنین عنوان «دوشیزه امیلیا» را که در پاوولو نل فرینیانو برگزار شد، به‌دست‌آورد، اما این موفقیت ارزش چندانی برای شرکت در اینگونه مسابقات در سطح کشوری نداشت. روسو با کسب عنوان «دوشیزهٔ لیگوریا» این فرصت را پیدا کرد تا در مرحله انتخاب دختران شایسته برای «دوشیزه ایتالیا» شرکت کند، اما به‌دلیل نوجوان بودن، ردِ صلاحیت شد.

### ۱۹۷۵-۱۹۷۹: رم، حضور در سینما و تلویزیون
روسو در سال ۱۹۷۵ تصمیم گرفت به رم که مرکز استودیوهای بزرگ فیلم‌سازی ایتالیا است، نقل مکان کند و پس از ورود به رم در یک آپارتمان کوچک بسیار نزدیک به چینه‌چیتا سکنا گزید. با سرسختی و جاه‌طلبی‌ای که همیشه مشخصه روسو بوده‌است، وی هر روز صبح در صف‌های طولانی می‌ایستاد تا برای حضور در یک فیلم، تستِ بازیگری بدهد. کمی بعد او را برای ایفای یک نقش خُرد در فیلم کمدی نشان تو چیست؟ در کنار آدریانو چلنتانو و آلبرتو سوردی انتخاب کردند. روسو با این فیلم برای مدتی اجرای نمایش در کلوپ‌های شبانه را ترک کنار گذاشت.
فدریکو فلینی در سال ۱۹۷۷، او را برای بازی در فیلم شهر زنان در کنار مارچلو ماسترویانی انتخاب کرد. در صحنه‌ای از این فیلم او پستان‌های برهنه خود را نمایان می‌کند، اما نامش در عنوان‌بندی فیلم قرار نگرفت. او سپس در فیلم جنایی مرد بی‌رحم به عنوان صندوقدار یک بار ظاهر شد و همچنین در زن چپ‌دست نقش‌آفرینی کرد. این فیلم به‌ویژه در آلمان موفق بود و در سال ۱۹۷۸ به جشنوارهٔ فیلمِ کن راه یافت.
اگرچه روسو کار خود را به عنوان یک بازیگر آغاز کرد، اما به کار خود به عنوان شوگرل در کلوپ‌های شبانه ادامه داد و در سال ۱۹۷۸، روسو با اتوره آندنا میزبان برنامه تلویزیونی «تطمیع» بود که از شبکه ۳ لومباردیا پخش شد. در همان سال، او در برنامهٔ پوتوبلو در کنار انتسو تورتورا که در شبکهٔ رای ۱ پخش شد، شرکت کرد. بعدها، روسو در چندین فیلم دیگر نقش‌آفرینی کرد و در تئاتر هم در نقش مکمل والتر کیاری در نمایش آیا تا به حال با آب داغ امتحان کرده‌اید؟ هنرنمایی کرد. با بازی در این نمایش، روسو برندهٔ «جایزهٔ کورتیس» شد.در اینجا بود که روسو با توجه به موفقیت و گسترش حرفه‌اش، تصمیم گرفت برای همیشه در رم اقامت کند که در ضمن، محلِ اصلیِ آژانسِ هنریِ «گیمنازیوم» نیز بود.

### ۱۹۸۳–۱۹۸۰: نقش‌های اصلی، بازیگران و موسیقی
عکس روسو در تابستان ۱۹۷۹، برای نخستین بار در ۱۹ سالگی در مجله ایتالیایی مردانه پلی‌مِـن چاپ شد. این اتفاق چهار بار دیگر در اواخر سال ۱۹۸۰، در سال ۱۹۸۱ و در سال‌های ۱۹۸۲ و ۱۹۸۴ تکرار شد. او همچنین یکی از پردرآمدترین مدل‌های برهنه ایتالیا شد.
او در سال ۱۹۸۰ در ساخت دو فیلم شرکت کرد: پاتریک هنوز زنده است در کنار جانی دئی و تعطیلات اسکی. در طول ساخت این فیلم در تابستان ۱۹۸۰، او با جانفرانکو دانجلو آشنا شد که به روسو کمک کرد تا وارد دنیای تلویزیون شود. در همین سال، روسو همچنین در فیلم قاتلان پورنو بازی کرد که نخستین نقش او در قالب قهرمانِ فیلم بود. روسو در این فیلم نقش یک قاتل دوجنس‌گرا را بازی کرد. و نامش در عنوان‌بندی فیلم به‌صورت کارمن بیزه نوشته شد. جهش حرفه‌ای-هنری او در سال ۱۹۸۱ اتفاق افتاد. او کارش را به‌عنوان شوگرل در کلوپ‌های شبانه پایان داد. فیلم‌های بعدی روسو ایفای نقش در کمدی‌های جنسی مربی اسکی (در کشورهای انگلیسی‌زبان:  معشوقهٔ اسکی‌باز) و همسرم دوباره به دبیرستان می‌رود بودند.
روسو در پایان سال ۱۹۸۱، با شرکت فونتانا رکوردز برای انتشار یک آهنگ قرارداد امضا کرد. اولین تک‌آهنگ او، «شب بی‌مهتاب» در رادیو ایتالیا پخش شد. در دسامبر ۱۹۸۱، روسو B-side آهنگ «بیا امشب با هم باشیم» را در برنامه تلویزیونی ایتالیایی بلیتز اجرا کرد که در رای ۱ پخش شد. این نمایش بر روی ناوشکن ایتالیایی آردیتو (D 550) شلیک شد. روسو همچنین آهنگ «بدلکار» را اجرا کرد که منتشر نشد.
سال‌های ۱۹۸۲ و ۱۹۸۳ برای روسو بسیار موفق بود. در این مدت او در چهار فیلم بازی کرد. روسو در طاعون پیرینا با مارینا مارفولیا و اورسته لیونلو هم‌بازی بود، چند ماه او در فیلم به‌خوبی نان نقش‌آفرینی کرد. او پس از آن توسط پیرفرانچسکو پینجیتوره برای فیلم هوادار، داور و فوتبالیست در منار پیپو فرانکو، آلوارو ویتالی، ماریزا مرلینی و دانیلا پوگی و سپس برای نقش‌آفرینی در جووانی، خوش‌تیپ… احتمالاً ثروتمند در کنار جانفرانکو دانجلو، نادیا کاسینی و ادویژ فِـنِـش انتخاب شد. در اوایل سال ۱۹۸۳، روسو همچنین اولین آلبوم استودیویی کامل خود را به نام ستارگان در دونا و با نام هنری کارمن منتشر شد. این آلبوم شامل بازخوانی آهنگ‌های دانا سامر و جورجو مورودر بود.

### ۱۹۸۳-۱۹۸۶: موفقیت در مدیاسَت و آخرین فیلم‌ها
براندو جوردانی و امیلیو راول که روزنامه‌نگار و نویسنده بودند، با روسو برای شرکت در برنامه تلویزیونی کولوسئوم که در رای ۱ پخش می‌شد، تماس گرفتند. بعداً در سال ۱۹۸۳، روسو در برنامه محبوب تلویزیونی درایو این شرکت کرد که در آن نقش یک صندوقدار سکسی را بازی می‌کرد. روسو یک پریمادونا (بازیگر یا خوانندهٔ اصلی) در این نمایش تلویزیونی بود که در آن رقص و دکلمه‌گویی‌های برنامه نقش مهمی داشت.
موضوع نمایش در ابتدای برنامه توسط کریستینا موفا (با ترانهٔ آغازین «شکر، شکر») اجرا می‌شد که بعداً به بازخوانی ترانه «عروسک» از پتی پراوُ در سال ۱۹۶۸ با اجرای روسو تغییر یافت. موسیقی تیتراژ پایانی، «مرا آمبرسو صدا کن» اثرِ کریستیانو مالجولیو نیز توسط روسو خوانده اجرا می‌شد. در طول نمایش، روسو آلبوم‌های خود را ستارگان در دونا و آهنگ‌های «درایو این…» را هم تبلیغ می‌کرد. آلبوم اخیر حاوی ترانه‌های منتخبی از آهنگ‌های اجرا شده توسط روسو در برنامهٔ درایو این بود. از این آلبوم همچنین یک تک‌آهنگ به‌نام «ببخشید خانم» منتشر شد. در سال ۱۹۸۴، روسو همچنین در تبلیغات آب‌نبات «موروسیتاس» شرکت کرد.
در همان سال و در اوج محبوبیت، او در فیلم صورتت را خرد می‌کنم عزیزم در کنار اورسته لیونلو و سرجو واستا، پائولو روبرتو کوتکینو مهاجم میانی موفق با نقش‌آفرینی فرانکا والری و سرانجام فیلم وقتی آفتاب گرم می‌شود … ما به ساحل می‌رویم
بازی کرد که یک فیلم موزیکال-کمدی دهه ۶۰ با بازی ادواردو ویانلو بود.
روسو در سال ۱۹۸۵، به تلویزیون بازگشت و در برنامهٔ بسیار خنده‌دار و سپس در گراند هتل در کانال ۵ حضور یافت. او همچنین تک‌آهنگ «بله» را اجرا و ضبط کرد، که یک ترانه در سبم ایتالو دیسکو بود و موفقیت متوسطی به‌دست‌آورد. در سال ۱۹۸۶، روسو مجری برنامهٔ یک جمعه غم‌انگیز فوق‌العاده با همکاری لینو بانفی و ماسیمو بولدی بود که به عنوان یک ستاره باله کلاسیک هم برنامه اجرا می‌کرد. همچنین برای این نمایش، او ترانۀ «آدینهٔ بابونه‌ها» را اجرا کرد.

### ۱۹۹۳–۱۹۸۷: ازدواج، بازگشت به شبکۀ تلویزیونی رای و تلویزیون اسپانیا
پس از یک وقفه در حضور روسو در نمایش‌های تلویزیونی در سال ۱۹۸۸، او آخرین فیلم نقش سینمایی خود را در فیلم ریمینی ریمینی - یک سال بعد در کنار آندرئا رونکاتو و ایوا گریمالدی ایفا کرد. با این فیلم روسو در ۲۶ فیلم سینمایی بازی کرد که در شش فیلم، نقش اصلی را داشت.
روسو در موزیکال تلویزیونی من جین، تو تارزان به کارگردانی انتسو تراپانی بازی کرد. این نمایش علیرغم اینکه رقص‌های باله‌اش حرفه‌ای و استادانه بود، به موفقیت نرسید. روسو به دلیل عدم موفقیت آخرین برنامه خود در سال ۱۹۹۰، فقط در چند برنامه تلویزیونی به عنوان مهمان حضور داشت: عصر بخیر با تینو اسکاتی، بلیتز، بی‌هوشی، میکسر، امشب چیز جدیدی نداریم، پلی‌بوی نیمه‌شب، پاپ کورن، هات بنگ و دومنیکا که در فصل ۱۹۹۰–۱۹۹۱ مهمان دائمی برنامه بود.
بعدها در سال ۱۹۹۱، روسو تصمیم گرفت ایتالیا را ترک کند و به اسپانیا برود تا مجری برنامه وی‌آی‌پی شب، برای شبکه تله‌سینکو شود که ۶۰ قسمت داشت. این برنامه به موفقیت غیرمنتظره‌ای دست یافت و هر بار ۴۱ درصد از مخاطبان آن شبکه را به خود اختصاص داد. همچنین در تله‌سینکو، روسو روی دو نسخه از برنامۀ نبرد ستاره‌ها کار کرد که آن را به‌طور مشترک با خوزه لوئیس مورِنو در تله‌بیسیون اسپانیولا اجرا می‌کرد و به مدت دو سال مجری آن بود. این برنامه در ساعات پربیننده شنبه‌ها پخش می‌شد.

### زندگی خصوصی
روسو در ۲۶ ژوئن ۱۹۸۷، روسو با طراح رقص و رقصنده حرفه‌ای انتسو پائولو تورکی در یک کلیسای کوچک در کاسانو دله مورجه ازدواج کرد. آنها یک دختر به نام ماریا دارند. کارمن روسو خود را یک کاتولیک رومی می‌داند.

## گزیدهٔ نقش‌آفرینی‌ها
- پائولو روبرتو کوتکینو مهاجم میانی موفق (۱۹۸۳)
- جووانی، خوش‌تیپ و احتمالاً ثروتمند (۱۹۸۲)
- یک پارچه جواهر (۱۹۸۲)
- مربی اسکی (۱۹۸۱)
- همسرم دوباره به دبیرستان می‌رود (۱۹۸۱)
- قاتلان پورنو (۱۹۸۰)
- تعطیلات زمستانی (۱۹۸۰)
- شهر زنان (۱۹۸۰)
- همسر شیطان (۱۹۷۹)
- شیرین‌بیان (۱۹۷۹)
- خانم پرستار در تیمارستان نظامی (۱۹۷۹)
- رو به جلو… حرکت! (۱۹۷۹)
- زن چپ‌دست (۱۹۷۸)
- مرد بی‌رحم (۱۹۷۶)
- نشان تو چیست؟ (۱۹۷۵)